# أحمد عيسى (طبيب)
أحمد عيسى (أو الدكتور أحمد عيسى بك كما يرد في مؤلفاته) كان طبيباً ومُؤَرِّخاً وكاتباً مصرياً.

## سيرة
ولد في مدينة رشيد عام 1293 هـ الموافق لـ1876 م، وتعلم بها بالمدرسة الخديوية ثم بمدرسة الطب بالقاهرة، وتخصص في طب النساء، واشتغل بالطب الباطني. وعمل في بعض المستشفيات وأستقال ولم يقتصر في دراسته على الطب، فحضر دروس الجامعة المصرية، وتعلم بعض اللغات السامية واليونانية واللاتينية. وكان من أعضاء جمعية الهلال الأحمر، ومجلس الشيوخ (1923 - 1925م) والمجمع العلمي العربي بدمشق، منذ إنشائه، والأكاديمية الدولية بتأريخ العلوم بباريس (1936م) توفي بالقاهرة عام 1365 هـ الموافق لـ1946 م.

## مؤلفات
من مؤلفاته:
- معجم أسماء النبات.[5]
- معجم الأطباء.[6]
- المحكم في أصول الكلمات العامية
- تاريخ البيمارستانات في الإسلام
- التهذيب في أصول التعريب
- أمراض النساء ومعالجتها
- آلات الطب والجراحة والكحالة عند العرب
- ألعاب الصبيان عند العرب.[7]